# Суман
Суман (на френски: Soumagne) е селище в Югоизточна Белгия, окръг Лиеж на провинция Лиеж. Населението му е около 15 400 души (2006).